# Marc Seguí
Marc Seguí Cordero (Palma de Mallorca, Mallorca, 23 de abril de 1998), más conocido como Marc Seguí, es un cantante español.

## Biografía
Marc nació en Palma, donde vivió su juventud hasta que se trasladó a Llucmajor. Sus padres se separaron cuando él tenía 3 años y se quedó con su madre. Tras haber cursado la ESO y el bachillerato en el IES Ses Estacions de Palma, dejó los estudios, trabajó en un restaurante de la ciudad, en uno de Londres y por último en un almacén de Inditex. Vivió en Ecuador aproximadamente 3 años, donde conoció a Andrea Peñaloza, con quien tuvo una relación que duró varios años y fue su inspiración para componer "Tiroteo", misma que le ha dedicado en varias ocasiones.

## Carrera musical
Comenzó a producir música en el año 2019 con la canción «Si nos vamos», y se convirtió en una de las más escuchadas de España. Siguió publicando canciones, pero el éxito vino con la canción «Tiroteo» con Pol Granch, alcanzando los 45 millones de reproducciones.
En febrero de 2021 lanzó el remix de este último éxito con el cantante puertorriqueño Rauw Alejandro y Pol Granch, alcanzando los 2 millones de reproducciones en poco más de 48 horas y pasado un año acumula 150 millones. Se convirtió en el octavo cantante español más escuchado del año 2021 en la plataforma Spotify.

## Discografía

### Álbumes
- Pinta y Colorea (2021)

### EP
- Thermo mix (2021)
- AAAAAA (2023)

### Sencillos como artista principal
| «Si nos vamos»                                                                 | 2019 | 5  | —  | —  | — | — | —  | — | — |                                                                                       | Sencillo sin álbum |
| «Hundido»                                                                      | 2019 | —  | —  | —  | — | — | —  | — | — |                                                                                       | Sencillo sin álbum |
| «No va a volver» (con Xavibo)                                                  | 2019 | —  | —  | —  | — | — | —  | — | — |                                                                                       | Sencillo sin álbum |
| «No queda na» (con Babi)                                                       | 2019 | —  | —  | —  | — | — | —  | — | — |                                                                                       | Sencillo sin álbum |
| «Sabores»                                                                      | 2019 | —  | —  | —  | — | — | —  | — | — |                                                                                       | Sencillo sin álbum |
| «En cuarentena» (con Xavibo)                                                   | 2020 | —  | —  | —  | — | — | —  | — | — |                                                                                       | Sencillo sin álbum |
| «Gameboi»                                                                      | 2020 | —  | —  | —  | — | — | —  | — | — |                                                                                       | Sencillo sin álbum |
| «Contigo loca» (con Xavibo)                                                    | 2020 | —  | —  | —  | — | — | —  | — | — |                                                                                       | Sencillo sin álbum |
| «A cuestas»                                                                    | 2020 | —  | —  | —  | — | — | —  | — | — |                                                                                       | Sencillo sin álbum |
| «Daiwal» (con Xavibo)                                                          | 2020 | —  | —  | —  | — | — | —  | — | — |                                                                                       | Sencillo sin álbum |
| «Si ya»                                                                        | 2020 | —  | —  | —  | — | — | —  |   |   |                                                                                       | Sencillo sin álbum |
| «No estas»                                                                     | 2020 | —  | —  | —  | — | — | —  | — | — |                                                                                       | Sencillo sin álbum |
| «No va a volver» (con Xavibo)                                                  | 2020 | —  | —  | —  | — | — | —  | — | — |                                                                                       |                    |
| «Con los días contados» (con Cubanbeef y Lionware)                             | 2020 | —  | —  | —  | — | — | —  | — | — |                                                                                       |                    |
| «Uh»                                                                           | —    | —  | —  | —  | — | — | —  | — |   | Thermo Mix                                                                            |                    |
| «Agoraphobia» (con Xavibo y Elhombreviento)                                    | —    | —  | —  | —  | — | — | —  | — |   | El viaje de trece                                                                     |                    |
| «Tiroteo» (con Pol Granch y Belen Esteban)                                     | 2021 | 3  | —  | —  | — | — | —  | — | — | - PROMUSICAE: Oro                                                                     | Thermo Mix         |
| «Verdadero»                                                                    | 2021 | —  | —  | —  | — | — | —  | — | — |                                                                                       | Sencillo sin álbum |
| «Ebai»                                                                         | 2021 | —  | —  | —  | — | — | —  | — | — |                                                                                       | Thermo Mix         |
| «Caprichosos»                                                                  | 2021 | —  | —  | —  | — | — | —  | — | — |                                                                                       | Thermo Mix         |
| «Always vacaciones» (con Xavibo y Çantamarta)                                  | 2021 | —  | —  | —  | — | — | —  | — | — |                                                                                       | Thermo Mix         |
| «Tiroteo (Remix)» (con Rauw Alejandro y Pol Granch)                            | 2021 | 4  | 12 | 18 | 9 | 4 | 39 | 2 | 2 | - PROMUSICAE: 6× Platino - RIAA: Platino - AMPROFON: 4× Platino - UNIMPRO: 2× Platino | Sencillo sin álbum |
| «Mentiras»                                                                     | 2021 | —  | —  | —  | — | — | —  | — | — |                                                                                       | Pinta y colorea    |
| «Malas yerbas» (con Don Patricio)                                              | 2021 | —  | —  | —  | — | — | —  | — | — |                                                                                       | Sencillo sin álbum |
| «Haciendo na» (con Walls y Xavibo)                                             | 2021 | —  | —  | —  | — | — | —  | — | — |                                                                                       | Sencillo sin álbum |
| «Me enamoré de una fan»                                                        | 2021 | —  | —  | —  | — | — | —  | — | — |                                                                                       | Pinta y colorea    |
| «Cara :)» (con Xavibo)                                                         | 2021 | —  | —  | —  | — | — | —  | — | — | Cabe recalcar q el disco tne mas                                                      | Pinta y colorea    |
| «360»                                                                          | 2021 | 21 | —  | —  | — | — | —  | — | — |                                                                                       | Pinta y colorea    |
| «No te lloro más»                                                              | 2021 | —  | —  | —  | — | — | —  | — | — | Pinta y colorea                                                                       | Pinta y colorea    |
| «Mató mi corazón (Parte II)» (con Piso 21 y Khea)                              | 2022 | —  | —  | —  | — | — | —  | — | — |                                                                                       | Sencillo sin álbum |
| «360 (Remix)» (con Rusherking)                                                 | 2022 | —  | —  | —  | — | — | —  | — | — |                                                                                       | Sencillo sin álbum |
| «Agua salada»                                                                  | 2022 | 20 | —  | —  | — | — | —  | — | — |                                                                                       | Sencillo sin álbum |
| «A tu manera» (con Paula Cendejas)                                             | —    | —  | —  | —  | — | — | —  | — |   |                                                                                       |                    |
| «La culpa» (con Micro TDH)                                                     | —    | —  | —  | —  | — | — | —  |   |   |                                                                                       |                    |
| «Plaza en el cielo»                                                            | —    | —  | —  | —  | — | — | —  | — |   | AAAAAA                                                                                |                    |
| «AAAAAA»                                                                       | —    | —  | —  | —  | — | — | —  | — |   | AAAAAA                                                                                |                    |
| «Al menos ahora»                                                               | —    | —  | —  | —  | — | — | —  | — |   | AAAAAA                                                                                |                    |
| «Psycho»                                                                       | —    | —  | —  | —  | — | — | —  | — |   | AAAAAA                                                                                |                    |
| «siempretengoloquenoquiero»                                                    | —    | —  | —  | —  | — | — | —  | — |   | AAAAAA                                                                                |                    |
| «Nube en el cielo» (con Carlos Ares)                                           | —    | —  | —  | —  | — | — | —  | — |   | AAAAAA                                                                                |                    |
| «5 estrellas»                                                                  | —    | —  | —  | —  | — | — | —  | — |   |                                                                                       |                    |
| «Barrio» (con Pimp Flaco)                                                      | —    | —  | —  | —  | — | — | —  | — |   |                                                                                       |                    |
| «Mariposas» (con Pablo Alboran)                                                | —    | —  | —  | —  | — | — | —  | — |   |                                                                                       |                    |
|                                                                                |      |    |    |    |   |   |    |   |   |                                                                                       |                    |
| «—» indica que el sencillo no fue lanzado o no se posicionó en ese territorio. |      |    |    |    |   |   |    |   |   |                                                                                       |                    |